# Gustav Klimt (Musical)
Gustav Klimt ist ein Musical von Niki Neuspiel (Libretto) und Gerald Gratzer (Musik). Es wurde am 2. Juli 2009 bei den Festspielen Gutenstein uraufgeführt.

## Produktionsgeschichte
Das Musical wurde am 2. Juli 2009 uraufgeführt und stand dann bis zum 9. August 2009 bei den Festspielen in Gutenstein zur Aufführung.

### Inhalt
Leidenschaftlich, geheimnisvoll, atemberaubend, widersprüchlich: So faszinieren nicht nur die Werke Gustav Klimts, sondern auch das Leben des berühmtesten österreichischen Malers. Geboren in ein Wien voller Gegensätze von bitterster Armut und überbordendem Reichtum, verkörperte Klimt das vibrierende Lebensgefühl einer ganzen Epoche. Er prägte den Wiener Jugendstil, war Wegbereiter der Moderne und lebte die Extreme: Von Schicksalsschlägen und tiefster Verzweiflung bis zu höchstem Triumph. Hin- und hergerissen zwischen zahllosen erotischen Amouren und der tiefen Lebensliebe zu seiner Muse Emilie Flöge. Er war Verführer und Verführter, wurde in gleichem Maße verteufelt wie vergöttert. Ein Familienmensch, der doch jede Bindung scheute und einen lebenslangen, furiosen Kampf um künstlerische und persönliche Freiheit führte.

## Besetzung
| Originalbesetzung Welturaufführung, 2009 | Originalbesetzung Welturaufführung, 2009 |
| ---------------------------------------- | ---------------------------------------- |
| Gustav Klimt                             | André Bauer                              |
| Emilie Flöge                             | Sabine Neibersch                         |
| Helene Flöge                             | Barbara Obermeier                        |
| Franz Matsch                             | Lucius Wolter                            |
| Ernst Klimt                              | Thomas Smolej                            |
| Mizzi Zimmermann                         | Lisa Habermann                           |
| Genius                                   | Dana Harbauer                            |
| Kolo Moser                               | Harald Tauber                            |
| Wilhelm von Hartel                       | August Breininger                        |

## Stationen des Musicals

### Österreich
- Festspiele Gutenstein (UA 2009)

## Veröffentlichungen

### CD
- 2009 Cast-Album zur Welturaufführung in Gutenstein

### DVD
- 2009 Gustav Klimt - Das Musical